# Église Notre-Dame-de-l'Assomption de Jassans-Riottier
L'église Notre-Dame-de-l'Assomption est une église située à Jassans-Riottier, en France.

## Localisation
L'église est située dans le département français de l'Ain, sur la commune de Jassans-Riottier.

## Historique
L'édifice est inscrit au titre des monuments historiques en 1996.